# Celaya
Pour les articles homonymes, voir Celaya.
Celaya est une municipalité mexicaine dans l'État du Guanajuato. Elle est la troisième plus grande ville de son État d'après les études de la population de 2005, il y a 310 413 habitants dans la ville. Relativement riche, la ville est handicapée par des lignes de chemin de fer, réservées au transport de marchandises, qui la traversent et qui bloquent parfois la circulation des automobiles pendant plus de quarante minutes.

## Personnalités liées
- Francisco Eduardo Tresguerras (en) (b. October 13, 1759, d. August 3, 1833), Architect and painter. Designed the beautiful El Carmen church in Celaya.
- Joshua Ilika Brenner (en) (b. September 14, 1976) Olympic swimmer
- Raúl Velasco (en) (b. April 24, 1933, d. November 26, 2006) Entertainer and TV Producer. Was the host of the popular marathonic TV program Siempre en Domingo.
- Octavio Ocampo (b. February 28, 1943) Painter famous for his "metamorphosis" style.
- Mauricio Ochmann (b. November 16, 1977), Actor.
- Ever Guzmán (en) (b. March 15, 1988), footballeur.
- Adela Patino (b. February 11, 1965) also known as Adela Fernandez (La Gallera), Singer, Composer.
- Plácido Rodriguez (en) (b. October 11, 1940), Bishop of Lubbock, Texas
- Eric del Castillo (b. July 22, 1930) is a well-known Mexican actor.
- Elisa Nájera (b. in Celaya, Guanjuato) Miss Mexico 2007 (4th Runner Up Miss Universe 2009)
- Benjamin Rico Villa, AIS expert

## Université et écoles
- Universidad de Itesba
- Universidad Latina de Mexico
- Universidad Lasallista Benavente
- Universidad de Celaya
- Instituto Tecnologico de Celaya
- Instituto Tecnologico de Roque
- Escuela Bilingue Guilford
- Colegio Mexico
- Instituto Andersen
- Colegio Marista
- Colegio Arturo Rosenblueth
- Instituto Kipling
- Westminster Royal College
- Tecnologico de Monterrey
- Instituto Sir Winston Churchill
- Instituto Bilingue Oxford
- Instituto Educativo Rosa G. de Carmona
- Centro Pedagogico de Celaya

## Jumelages
- Carrboro, Caroline du Nord, États-Unis
- Chapel Hill (Caroline du Nord), Caroline du Nord, États-Unis
- Guernica
- Oaxaca de Juárez
- Tuxtla Gutiérrez